# Burk

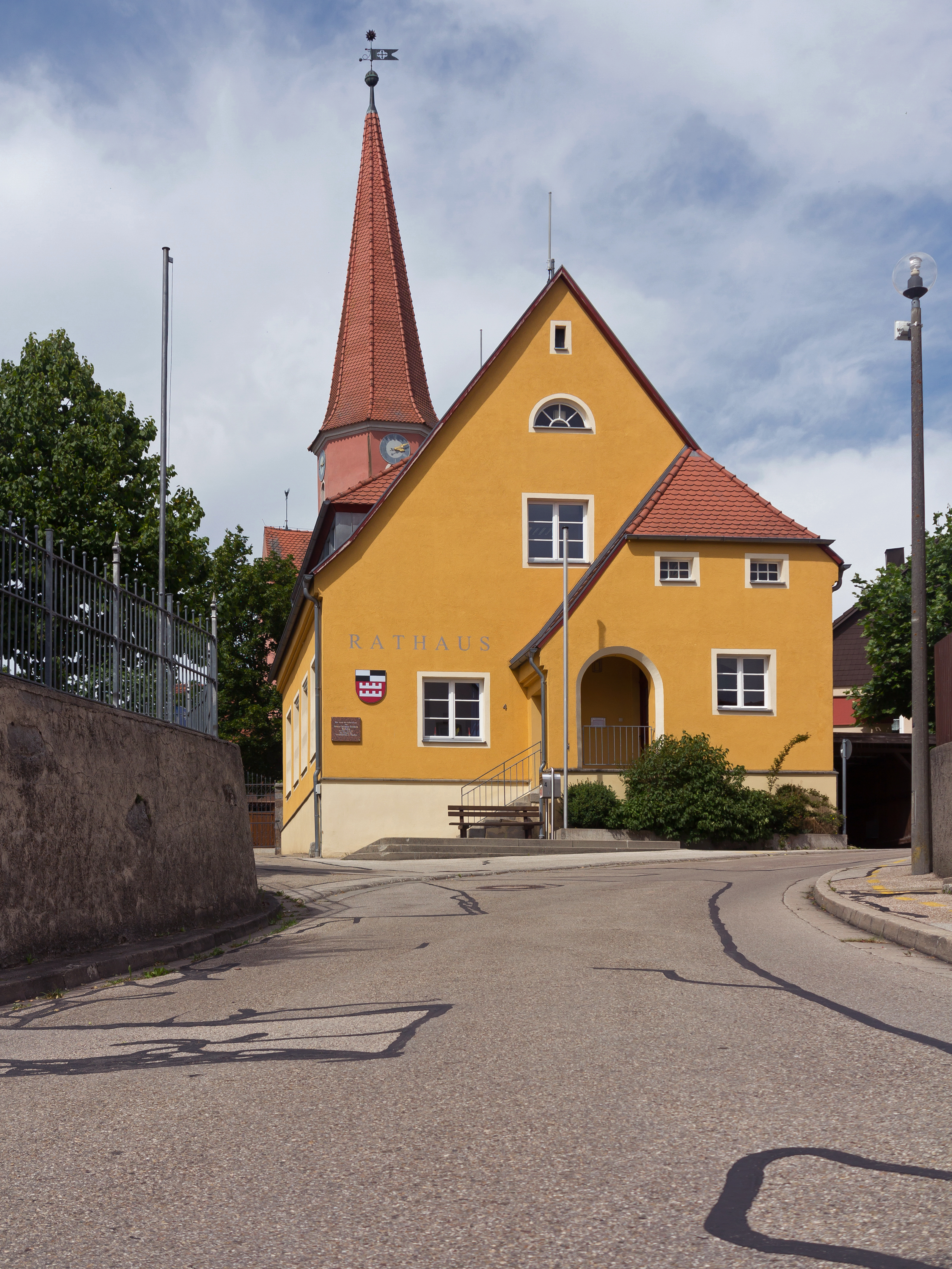
Burk, toren van de evangelische Pfarrkirche, voorheen Sankt. Blasius, Nikolaus en Michael

Burk is een gemeente in de Duitse deelstaat Beieren, en maakt deel uit van het Landkreis Ansbach.
Burk telt 1.061 inwoners.
Adelshofen ·
Arberg ·
Aurach ·
Bechhofen ·
Bruckberg ·
Buch a.Wald ·
Burgoberbach ·
Burk ·
Colmberg ·
Dentlein a.Forst ·
Diebach ·
Dietenhofen ·
Dinkelsbühl ·
Dombühl ·
Dürrwangen ·
Ehingen ·
Feuchtwangen ·
Flachslanden ·
Gebsattel ·
Gerolfingen ·
Geslau ·
Heilsbronn ·
Herrieden ·
Insingen ·
Langfurth ·
Lehrberg ·
Leutershausen ·
Lichtenau ·
Merkendorf ·
Mitteleschenbach ·
Mönchsroth ·
Neuendettelsau ·
Neusitz ·
Oberdachstetten ·
Ohrenbach ·
Ornbau ·
Petersaurach ·
Röckingen ·
Rothenburg ob der Tauber ·
Rügland ·
Sachsen b.Ansbach ·
Schillingsfürst ·
Schnelldorf ·
Schopfloch ·
Steinsfeld ·
Unterschwaningen ·
Wassertrüdingen ·
Weidenbach ·
Weihenzell ·
Weiltingen ·
Wettringen ·
Wieseth ·
Wilburgstetten ·
Windelsbach ·
Windsbach ·
Wittelshofen ·
Wolframs-Eschenbach ·
Wörnitz